# Appeville
Appeville település Franciaországban, Manche megyében. Lakosainak száma 193 fő (2022. január 1.). Appeville Auvers, Baupte, Liesville-sur-Douve, Picauville és Montsenelle községekkel határos.

## Népesség
A település népességének változása:
| Lakosok száma | 319  | 243  | 202  | 212  | 185  | 177  | 178  | 182  | 184  | 193  |
|               | 1968 | 1982 | 1990 | 2006 | 2013 | 2015 | 2017 | 2019 | 2020 | 2022 |